# William Etty
William Etty (født 10. marts 1787 i York, død 13. november 1849 sammesteds) var en engelsk maler.
Oprindelig var han bogtrykker og kom i 1807 på Londons Akademi. Her studerede han under Henry Fuseli og uddannede sig videre under Thomas Lawrence. Han havde svært ved at slå an; men med Kleopatra 1821 tiltvang han sig et navn. Etty dyrkede især den nøgne kvindeskønhed: Pandora (1824), Venus, Odysseus og Sirenerne i Manchester Art Gallery, tre Judith-malerier i National Gallery of Scotland (1827-31), etc. Han var utrættelig i studier efter nøgen model, tilstræbte en strålende venetiansk kolorit (studerede længe i Venedig), men var i øvrigt eklektikeren, der i form og farve sluttede sig til gammel kunst. Nyere smag har igen bragt hans navn frem. Han er særlig godt repræsenteret i Manchester Art Gallery med blandt andet det storladne Stormen (1830). I 1828 blev Etty medlem af Londons Akademi; sin fødebys kunstudvikling befordrede han ved oprettelsen af et selskab til de skønne kunsters fremme.

## Galleri
- Pandora, William Etty, 1824
- Stormen, William Etty, 1830, Manchester Art Gallery